# Gymnetis chevrolat
Gymnetis chevrolat är en skalbaggsart. Gymnetis chevrolat ingår i släktet Gymnetis och familjen Cetoniidae.

## Underarter
Arten delas in i följande underarter:
- G. c. radicula
- G. c. ramulosa
- G. c. ecuadoriensis
- G. c. flavocincta
- G. c. sallei
- G. c. balzarica
- G. c. catharinae
- G. c. colombiana